# L'infallibile ispettore Clouseau?
L'infallibile ispettore Clouseau? (Inspector Clouseau) è un film commedia britannico del 1968 diretto da Bud Yorkin e interpretato da Alan Arkin nel ruolo dell'Ispettore Clouseau. Anche se ritornano alcuni personaggi della saga della Pantera Rosa, il film non fa parte della serie originale, in questo modo ritenuto apocrifo.
Infatti il film fu prodotto senza il coinvolgimento di Peter Sellers, Blake Edwards ed Henry Mancini.

## Trama
Un'organizzazione criminale imperversa in tutta Europa. Sospettando l'esistenza di una talpa all'interno di Scotland Yard, il Primo Ministro britannico chiede l'aiuto dell'ispettore Jacques Clouseau per risolvere il caso. Clouseau scampa a due tentativi di omicidio, ma viene accidentalmente rapito dalla gang e viene incolpato di alcune rapine commesse in tutta Europa a suo nome da un impostore che indossa una maschera con il suo volto. L'ispettore Clouseau riesce comunque a svelare il complotto ordito contro di lui e a smascherare il traditore all'interno di Scotland Yard.

## Produzione
Alan Arkin ottenne la parte del famoso ispettore perché Peter Sellers, interprete di Clouseau nei film precedenti, era impegnato nelle riprese del film Hollywood Party; Arkin, che era reduce dal successo del film Arrivano i russi, arrivano i russi (1966), interpretò nel film anche altri personaggi, poi doppiati da altri attori. L'attrice Delia Boccardo è presentata come esordiente (nei titoli il suo nome viene preceduto da introducing).
Nella scena in cui Clouseau viene inseguito nel cimitero, si può vedere un cartello su una croce nella parte in basso a destra dello schermo per alcuni secondi: il cartello recita "Reposite En Pace: Norman Lear, 1903-1962"; è una battuta che si riferisce a Norman Lear, che fu il partner di produzione del regista Bud Yorkin per molti anni in spettacoli come Arcibaldo (1971) e Sanford and Son (1972).
I tre ritratti sulla scrivania di Sir Charles Braithwaite sono della regina Elisabetta II, il principe Filippo di Edimburgo e il re Giorgio VI.
I furgoni azzurri della Lindt & Sprüngli sono dei Mercedes-Benz N1000. Nelle scene finali sul fiume Reno, l'autovettura anfibia è una tedesca Amphicar.

## Distribuzione
Il film venne distribuito nelle sale cinematografiche britanniche dalla United Artists il 14 febbraio 1968. In Italia arrivò al cinema il 6 novembre dello stesso anno.